# Moviment Democràtic de Somàlia
El Moviment Democràtic de Somàlia és un partit polític de Somàlia del grup de clans Rahanweyn i alguns clans del grup Saab (Digil i Mirifle) que tenen una estructura de clan diferent i no deriven de la barreja amb àrabs, i que viuen entre els rius Shebelle i Juba, especialment entorn de Baidoa.
Fou fundat per Abdulkadir Mohamed Adan àlies Zobo que fou ministre de Finances i de l'Interior durant el període democràtic. La fundació es va anunciar a Dubai i Roma a la meitat del 1989 i proposava el federalisme.
L'estiu de 1991 el partit fou expulsat de Baidoa per les forces lleials al general Barre que es van establir a la ciutat i la van convertir en el seu quarter general com a centre de les seves dues principals zones de control. Però el MDS va retenir el control de Bay i Bokol fora de la ciutat de Baidoa i el seu aeroport.
A finals de 1991 el partit es va reorganitzar elegint un nou president: el Coronel Mohamed Nur Aliyou que va trencar amb els aliats politics de Zobo i va formar una milícia efectiva. Es va aliar amb el Congrés de la Somàlia Unificada, facció Aydid, amb la que el 12 d'agost de 1992 va formar l'Aliança Nacional Somali a Bardera junt amb altres dos grups (el Moviment Nacional Somali del Sud i la facció de Jess de Moviment Patriòtic de Somàlia) i la seva milícia es va integrar a la milícia comuna (Exèrcit d'Alliberament Somali). La seva seu principal fou Baidoa.
D'aquest grup es va separar una facció minoritària dirigida per Abdi Muse Mayo que mantenia les aliances de Abdulkadir Mohamed Adan àlies Zobo. L'oposició del MDS a les forces lleials a Barre va provocar que el territori d'aquest quedes dividit en dos parts una al nord–est de Baidoa i una al sud-oest. La facció de Mayo es va aliar al Congrés de la Somàlia Unificada d'Ali Mahdi.
El 5 de gener de 1992 el 21è Comitè dels partidaris de Barre reunit a Kishimayu, va decidir l'eliminació dels clans Rahanweyn i des de llavors es van produir sistemàtics atacs contra les milícies de les dues faccions i contra civils, amb saquejos, incendis i assassinats. Les dones amb fills petits eren assassinades perquè així el marit s'hauria de quedar a casa i no podria combatre. Les alternatives foren constants i les forces de Barre i les de les faccions, una d'elles amb l'ajut d'Aydid, van conquerir i perdre Baidoa o parts de la ciutat diverses vegades. Les forces d'Aydid no obstant violaven a les dones Rahanweyn, encara que no les mataven, i eren temudes per la població. Les bases de la vida dels Rahanweyn van quedar reestructurades i es va produir una epidèmia de gana. La gana vista a Baidoa l'estiu de 1992 va portar a la intervenció internacional (vegeu Somàlia del sud-oest).
L'abril del 1992 les forces lleials a Barre derrotades, van sortir de la ciutat i les dos faccions del MDS, reconciliats almenys temporalment, la va ocupar com aliats d'Aydid. El 1993 les dues faccions es van reunificar el 7 de març. La milícia va cooperar amb les forces internacionals.